# Acanthocalyx
 Acanthocalyx  é um gênero botânico pertencente a família das Dipsacaceae.
São plantas nativas do Himalaia.

## Espécies
- Acanthocalyx alba ( Hand.-Mazz. ) M.J.Cannon
- Acanthocalyx delavayi ( Franchet ) M.J.Cannon
- Acanthocalyx nepalensis ( D.Don ) M.J.Cannon